# Мустафа Саглам
Мустафа Саглам (тур. Mustafa Sağlam; нар. 1 січня 1988) — турецький борець греко-римського стилю, бронзовий призер чемпіонату Європи.
Боротьбою займається з 2000 року.

## Виступи на Чемпіонатах світу
| Змагання                        | Збірна    | Вагова категорія | Місце |
| ------------------------------- | --------- | ---------------- | ----- |
| Чемпіонат світу з боротьби 2011 | Туреччина | 60 кг            | 20    |

## Виступи на Чемпіонатах Європи
| Змагання                         | Збірна    | Вагова категорія | Місце  |
| -------------------------------- | --------- | ---------------- | ------ |
| Чемпіонат Європи з боротьби 2011 | Туреччина | 60 кг            | Бронза |

## Виступи на Кубках світу
| Змагання                    | Збірна    | Вагова категорія | Місце |
| --------------------------- | --------- | ---------------- | ----- |
| Кубок світу з боротьби 2011 | Туреччина | 60 кг            | 10    |
| Кубок світу з боротьби 2012 | Туреччина | 60 кг            | 10    |

## Виступи на інших змаганнях
| Змагання                                 | Збірна    | Вагова категорія | Місце  |
| ---------------------------------------- | --------- | ---------------- | ------ |
| Турнір Вехбі Емре 2010                   | Туреччина | 60 кг            | 9      |
| Турнір Вехбі Емре 2011                   | Туреччина | 60 кг            | Золото |
| Золотий Гран-прі з боротьби 2011         | Туреччина | 60 кг            | 5      |
| Кубок Владислава Питласинські 2011       | Туреччина | 60 кг            | 27     |
| Золотий Гран-прі з боротьби 2012         | Туреччина | 60 кг            | Золото |
| Кубок Владислава Пітласинські 2012       | Туреччина | 60 кг            | 5      |
| Турнір Вехбі Емре 2013                   | Туреччина | 60 кг            | 11     |
| Вогні Москви 2013                        | Туреччина | 60 кг            | Золото |
| Золотий Гран-прі з боротьби 2013         | Туреччина | 60 кг            | 10     |
| Турнір Вехбі Емре 2014                   | Туреччина | 59 кг            | 22     |
| Турнір Дана Колова — Николи Петрова 2014 | Туреччина | 59 кг            | 7      |
| Турнір Вехбі Емре 2015                   | Туреччина | 59 кг            | 21     |
| Турнір Дана Колова — Николи Петрова 2015 | Туреччина | 59 кг            | 5      |